# Thoracostoma microlobatum
Thoracostoma microlobatum är en rundmaskart som beskrevs av Allgen 1947. Thoracostoma microlobatum ingår i släktet Thoracostoma och familjen Leptosomatidae. Inga underarter finns listade i Catalogue of Life.